# ليزا سيمون
ليزا سيمون (بالإنجليزية: Lisa Simon)‏ هي مخرجة أمريكية، ولدت في 4 أبريل 1951، وتوفيت في 4 أبريل 2015.

## وصلات خارجية
- ليزا سيمون على موقع IMDb (الإنجليزية)
- ليزا سيمون على موقع قاعدة بيانات الفيلم (الإنجليزية)